# Cesare Bonventre
Cesare Bonventre (ur. 1 stycznia 1951, zm. 6 kwietnia 1984) – gangster, handlarz narkotyków (głównie heroina i kokaina). 

## Życiorys
Sycylijczyk z urodzenia, jeden z najbardziej krwiożerczych i bezwzględnych młodocianych przestępców tzw. Zipów (z ang. Zips), którzy specjalnie sprowadzani byli do Stanów Zjednoczonych, na przełomie lat 70. i 80., przez takich bossów amerykańskiego świata przestępczości zorganizowanej jak Carmine Galante i Carlo Gambino.
Cesare i wielu jemu podobnych Zipów odgrywało kluczową rolę w operacji Pizza Connection (przemyt heroiny na teren USA; zob. Proces Pizza Connection i Palermo Connection). Wykonywał ponadto morderstwa na zlecenie. Został zidentyfikowany przez amerykańskie organa ścigania na podstawie zdjęć z przyjęcia weselnego Giuseppe Bono w luksusowym Hotel Pierre w Nowym Jorku. Miał opinię nieuczciwego handlarza, oszukiwał swoich wspólników (kupował heroinę na Sycylii po czym odsprzedawał towar o niższej jakości). Był bliskim współpracownikiem Galante (pełnił rolę jego ochroniarza razem ze swoich kuzynem, Baldo Amato). Pracował również z Amato dla Salvatore „Toto” Catalano (przełożony we frakcji Zipów).
To przy pomocy Zipów – nieokrzesanych i bezwzględnych mafiosów – Galante przystąpił do przejęcia całkowitej kontroli nad handlem heroiną w Ameryce. Jednym z najbardziej zaufanych z nich uczynił właśnie Cesare. Galante nie przewidział tego, że inni bossowie (m.in. Paul Castellano, Santo Trafficante Jr. i  Frank Tieri) wydali na niego już wyrok śmierci. Został zastrzelony przez trzech zamaskowanych zabójców w restauracji „Joe and Mary’s” na Knickerbocker Avenue, gdy jego ochroniarze Bonventre i Amato siedzieli obok niego. Obaj zresztą byli wtajemniczeni w to zabójstwo, Cesare dla pewności miał strzelił dwa razy w głowę Galante. W nagrodę za pomoc przy wyeliminowaniu Galante, Cesare został nagrodzony stanowiskiem capo w Rodzinie Bonanno.
Jego upadek nastąpił w związku z Procesem Pizza Connection. To jemu zarzucano winę za wywołanie chaosu wokół handlu heroiną i fiaska całej operacji, do czego przyczyniła się m.in. działalność agenta DEA Franka Panessy i agenta FBI Joego Pistone’a alias Donnie Brasco.
Ciało Cesare pocięte na kawałki znaleziono w Garfield, w stanie New Jersey, w trzech pięćdziesięciogalonowych beczkach z klejem. Do odnalezienia ciała przyczynił się informator. Tożsamość denata udało się ustalić po upływie dwóch tygodni na podstawie uzębienia. Przy jego zwłokach znaleziono ponadto złoty łańcuch, z którym się nie rozstawał z napisem „niezniszczalny”. Najprawdopodobniej za śmierć Cesare odpowiada jego przełożony Sal „Toto” Catalano lub oszukani gangsterzy z Filadelfii, którym sprzedał zanieczyszczoną heroinę. Niewykluczone, że ten sam informator wskazał, że jednym z zabójców był Cosmo Aiello (Aiello został zamordowany w miesiąc po odnalezieniu zwłok Cesare).